# Xylopertha dunensis
Xylopertha dunensis là một loài bọ cánh cứng trong họ Bostrichidae. Loài này được Rai & Chatterjee miêu tả khoa học năm 1964.